# Sydfynske Øhav
Sydfynske Øhav este o arie protejată (arie de protecție specială avifaunistică — SPA) din Danemarca întinsă pe o suprafață de 38.175 ha, din care 87 % marine.

## Localizare
Centrul sitului Sydfynske Øhav este situat la coordonatele 54°55′17″N 10°31′39″E / 54.921389°N 10.5275°E.

## Înființare
Situl Sydfynske Øhav a fost declarat arie de protecție specială avifaunistică în mai 1983 pentru a proteja 29 de specii de animale.

## Biodiversitate
Situată în ecoregiunile continentală și marină baltică, aria protejată nu include niciun habitat protejat.
La baza desemnării sitului se află mai multe specii protejate de  păsări (29): ciuf de câmp (Asio flammeus), rața moțată (Aythya fuligula), Aythya marila, buhai de baltă (Botaurus stellaris), Branta bernicla bernicla, Bucephala clangula, Calidris alpina schinzii, erete de stuf (Circus aeruginosus), erete vânăt (Circus cyaneus), Clangula hyemalis, cristeiul de câmp (Crex crex), lebădă de iarnă (Cygnus cygnus), lebădă de vară (Cygnus olor), șoim călător (Falco peregrinus), lișiță (Fulica atra), codalb (Haliaeetus albicilla), pescăruș-cu-cap-negru (Larus melanocephalus), rață catifelată (Melanitta fusca), Mergus serrator, vultur pescar (Pandion haliaetus), bătăuș (Philomachus pugnax), ploier auriu (Pluvialis apricaria), cresteț pestriț (Porzana porzana), ciocântors (Recurvirostra avosetta), eider (Somateria mollissima), chiră mică (Sterna albifrons), chiră de baltă (Sterna hirundo), Sterna paradisaea, chiră de mare (Sterna sandvicensis).